# Bokel (Rietberg)
Bokel ist mit 1944 Einwohnern die zweitkleinste Ortschaft der Stadt Rietberg im Kreis Gütersloh in Nordrhein-Westfalen.

## Geografie
An Bokel grenzen die Rietberger Ortschaften Rietberg, Mastholte und Druffel, Langenberg und die Rheda-Wiedenbrücker Ortsteile Batenhorst und Lintel. Die Ortschaft wird im Westen vom Bokel-Mastholter Hauptkanal durchflossen.

## Geschichte
Die Bauerschaft Bokel gehörte bis zu den Napoleonischen Kriegen zur Grafschaft Rietberg. Von 1807 bis 1813 bildete Bokel eine Gemeinde im Kanton Rietberg des Departements der Fulda im Königreich Westphalen. Nach der Franzosenzeit wurde Bokel preußisch und kam 1816 zum neuen Kreis Wiedenbrück in der preußischen Provinz Westfalen. Dort bildete Bokel bis 1969 eine Gemeinde im Amt Rietberg. Durch das Gesetz zur Neugliederung des Kreises Wiedenbrück und von Teilen des Kreises Bielefeld wurde Bokel am 1. Januar 1970 in die Stadt Rietberg eingegliedert, die seit 1973 zum Kreis Gütersloh gehört.

## Persönlichkeiten
- Uwe Hünemeier (* 9. Januar 1986 in Gütersloh), Fußballprofi
- Andreas Sunder (* 5. August 1973 in Rheda-Wiedenbrück), Bürgermeister der Stadt Rietberg

## Hotels / Gasthöfe
In Bokel gibt es zwei Hotels / Gasthöfe:
- Gasthof Bökamp
- Gasthof Zum Doppe